# Collospermum spicatum
Collospermum spicatum là một loài thực vật có hoa trong họ Asteliaceae. Loài này được (Colenso) Skottsb. mô tả khoa học đầu tiên năm 1934.